# Чемпионат России по самбо 2009
Чемпионат России по самбо 2009 года среди мужчин проходил в Дмитрове с 18 по 22 марта.

## Медалисты
| Весовая категория | Золото                        | Серебро                                | Бронза                                                 |
| ----------------- | ----------------------------- | -------------------------------------- | ------------------------------------------------------ |
| до 52 кг          | Денис Черенцов Юрга           | Айдос Юсупов Екатеринбург              | Игорь Беглеров Кудымкар Айрат Садыков Башкортостан     |
| до 57 кг          | Сергей Ялышев Санкт-Петербург | Армен Биджосян Майкоп                  | Владислав Мацков Дмитров Илья Тухфатуллин Москва       |
| до 62 кг          | Александр Паньков Краснокамск | Виталий Уин Алтайский край             | Вадим Саратовцев Выкса Виталий Сергеев Москва          |
| до 68 кг          | Никита Клецков Москва         | Сергей Шибанов Выкса                   | Рустам Мстоян Владимир Зайирбек Азизов Кстово          |
| до 74 кг          | Денис Мухин Выкса             | Дмитрий Лебедев Пышма                  | Илья Лебедев Пышма Андрей Перепелюк Москва             |
| до 82 кг          | Алексей Харитонов Заречный    | Раис Рахматуллин Нижегородская область | Андрей Ситников Пермь Сергей Кирюхин Санкт-Петербург   |
| до 90 кг          | Альсим Черноскулов Пышма      | Эдуард Кургинян Краснодарский край     | Дмитрий Воронин Кострома Виктор Стороженко Артём       |
| до 100 кг         | Евгений Исаев Краснокамск     | Артём Осипенко Брянск                  | Сергей Самойлович Калининград Александр Дроботов Пышма |
| свыше 100 кг      | Виталий Минаков Брянск        | Михаил Старков Екатеринбург            | Тимур Бучукури Майкоп Сергей Прокин Коломна            |

## Командное первенство

### Среди округов
1. Приволжский федеральный округ;
2. Уральский федеральный округ;
3. Центральный федеральный округ.

### Среди субъектов
1. Свердловская область;
2. Нижегородская область;
3. Пермский край.